# Ys

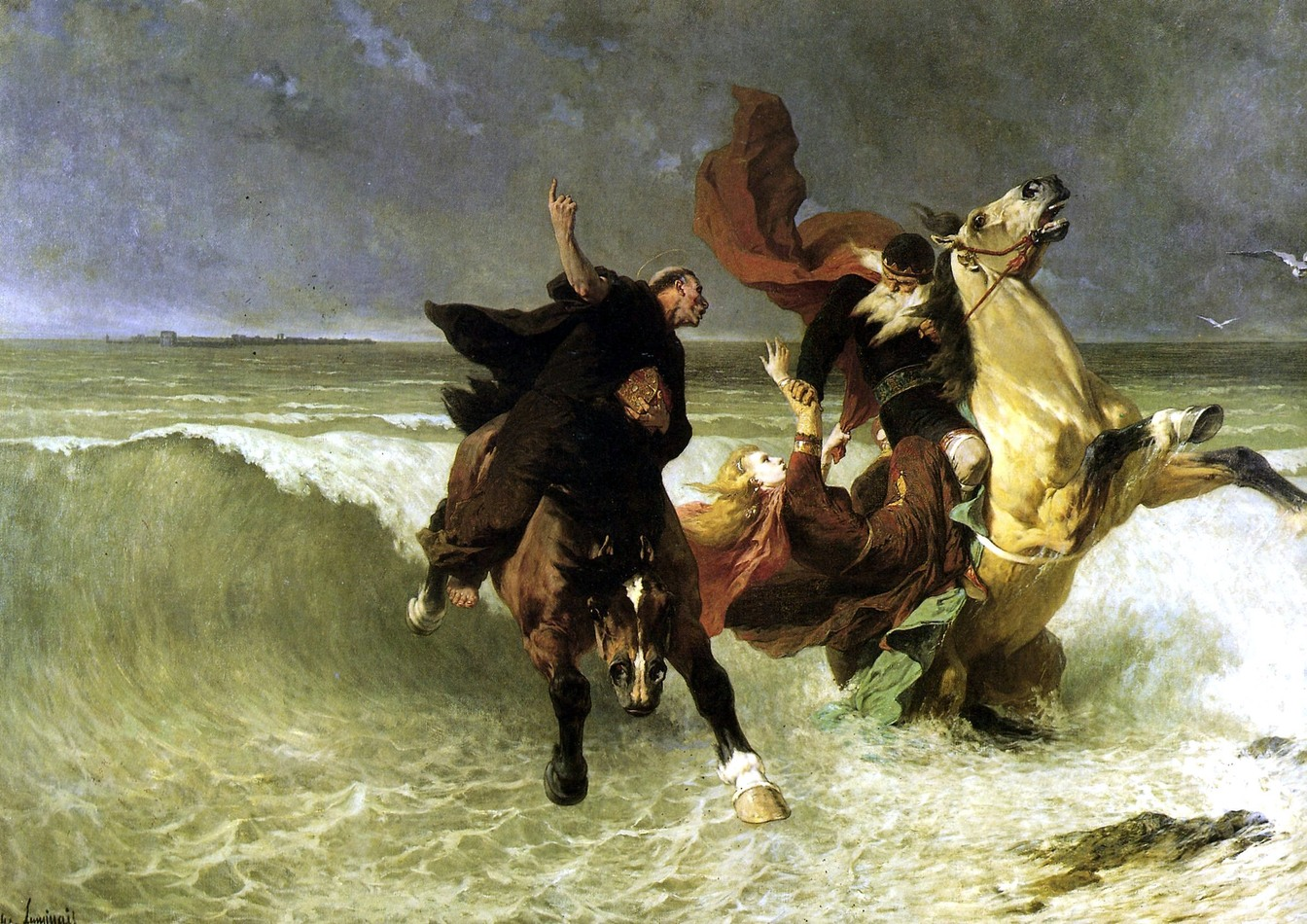
Obraz E. V. Luminaise: Útěk krále Gradlona z Ysu

Ys (vysloveno jako íís), Kêr-Is v bretonštině, nebo Ker-Ys ve francouzštině je bájné keltské město, které mělo stát v mělčině na pobřeží Bretaně. Později bylo pohlceno mořem. Kêr znamená v bretonštině město.

## Legenda
Podle některých verzí bylo město Ys vybudováno v proláklině pod hladinou moře keltským králem Gradlonem, aby vyhověl své dceři Dahut, která milovala moře. Dle jiných byl Ys založen více než 2 000 let před Gradlonovou vládou v místech, které byly tenkrát ještě souší. V průběhu času se oceán více zakousával do vnitrozemí, až nakonec zůstalo město obklopené mořem. Za Gradlonovy vlády pak mělo město být dávno potopeno pod hladinou a chráněno před zkázou obří hrází. Pouze při odlivu mohly být otevřeny obří vrata do přístavu. Klíče k zámku od vrat měl pouze král.
Ys bylo dle Keltů nejkrásnějším městem na světě, ale během pobytu Dahut ve městě se stalo místem plném hříchu. Své milence po strávené noci k ránu zabíjela. Křesťanský kněz Winwaloe ji varoval před božím hněvem a obyvatele také, jenže Dahut i spoluobčané města ho ignorovali.
Jednoho dne do Ysu dorazil rytíř, kterého si Dahut pozvala k sobě. V noci vypukla silná bouře, která oba milence probudila, ale Dahut to nezneklidnilo. Vrata a bronzové valy město dokázaly ochránit a Dahut mu prozradila, že pouze její otec může rozběsněné moře pustit dovnitř otevřením vrat a ohrozit je. Rytíř tedy Dahut přesvědčil, aby spícímu otcovi ukradla klíč z krku a dala mu ho. Poté rytíř otevřel bránu a pustil moře do města. Dle mnoha verzí legendy nebyl tímto rytířem nikdo jiný než sám ďábel.
Přílivová vlna zničila celé město a král Gradlon osedlal svého koně Morvarc'ha (bájný keltský mořský kůň), aby se pokusil zachránit svou dceru Dahut. Když s ní prchal před rozběsněnými vlnami, dohnal ho kněz Winwaloe a řekl mu, ať pustí démona sedícího za ním do vody. Gradlon nejprve odmítl, ale nakonec se nechal knězem přesvědčit a Dahut do vody shodil. Z ní se poté stala mořská panna, siréna nebo morgena (keltská mořská příšera).
Gradlon nakonec před záhubou utekl do města Quimper, které se stalo novým hlavním městem jeho království. Dle lidové tradice jsou prý dodnes ze zatopeného Ysu slyšet zvony z věží yšských chrámů.
Dle některých verzí legendy bylo město Paříž založeno původně jako keltské vnitrozemské město Par-Ys (Jako Ys). Až prý bude jednou Paříž zničena, původní město Ys bude z moře vyzdviženo a obnoveno.

## Ys v umění a kultuře
Starobylá legenda o Ysu probouzela v umělcích fantasii a malíř E. V. Luminais namaloval na přelomu 19. a 20. století několik obrazů na tuto tematiku. Nejslavnější je obraz Útěk krále Gradlona, z roku 1884.
Le roi d'Ys je populární opera francouzského skladatele Eduarda Lalo z roku 1888, který však děj legendy značně upravil. Např. hlavní hrdinka zde není Dahut, ale princezna Margared, která otevřela bránu Ysu ne kvůli svým hříchům, ale ze žárlivosti. 
Legenda Ysu byla použitá i ve fantasy povídce autora Roberta W. Chamberse Demoiselle d´Ys. Poul Anderson a jeho žena Karen Anderson sepsali na motiv legendy tetralogii Král Ysu. Jack Vance využil legendu jako jednu z předloh i pro své dílo Lyonská trilogie. Potopené město Ys je zmíněno i v díle "Meč osudu" ze série "Zaklínač", sepsané Andrzejem Sapkowským a stejně tak bylo Ys i zmíněno v prvním dílu herní série Zaklínač.
Název Ys byl použit jako název série počítačových her studia Nihon Falcom, ačkoliv děj je zcela jiný.
Ys je taktéž název skladby pro keltskou harfu skladatele a harfenisty Alana Stivella z alba "Renaissance de la Harpe Celtique"